# Szajol, Jász-Nagykun-Szolnok
Szajol  este un sat în districtul Szolnok, județul Jász-Nagykun-Szolnok, Ungaria, având o populație de 3.888 de locuitori (2011). 

## Demografie
Componența etnică a satului Szajol
     Maghiari (98,66%)
     Necunoscut (0,31%)
     Alții (1,02%)
Componența confesională a satului Szajol
     Romano-catolici (36,52%)
     Fără religie (28,65%)
     Reformați (5,35%)
     Atei (1,29%)
     Necunoscută (27,57%)
     Alte religii (1,72%)
Conform recensământului din 2011, satul Szajol avea 3.888 de locuitori. Din punct de vedere etnic, majoritatea locuitorilor (98,66%) erau maghiari. Apartenența etnică nu este cunoscută în cazul a 0,31% din locuitori. Nu există o religie majoritară, locuitorii fiind romano-catolici (36,52%), persoane fără religie (28,65%), reformați (5,35%) și atei (1,29%). Pentru 27,57% din locuitori nu este cunoscută apartenența confesională.